# Ladislav Šmíd
Pour les articles homonymes, voir Smid.
Ladislav Šmíd (né le 1er février 1986 à Frydlant en Tchécoslovaquie) est un joueur professionnel tchèque de hockey sur glace. Il évolue au poste de défenseur.

## Biographie

### Carrière de joueur
Au cours de la saison 2002-2003, il commence sa carrière professionnelle au HC Bílí Tygři Liberec en Extraliga tchèque. Il a été repêché en première ronde, neuvième au total par les Mighty Ducks d'Anaheim au repêchage d'entrée de 2004 dans la Ligue nationale de hockey. Il part un an plus tard en Amérique du Nord et est assigné aux Pirates de Portland dans la Ligue américaine de hockey.
Au cours de l'intersaison 2006, ses droits sont échangés aux Oilers d'Edmonton avec Joffrey Lupul, un choix de première ronde au repêchage de 2007, ainsi qu'un choix de deuxième ronde au repêchage de 2008 contre Chris Pronger. C'est au cours de cette saison même qu'il fait ses débuts dans la LNH avec les Oilers.
Le 8 novembre 2013, il est échangé aux Flames de Calgary avec Olivier Bellavance-Roy contre Roman Horák et Laurent Brossoit.
En raison d'une blessure au cou, il manque l'intégralité de la saison 2016-2017.

### Après-carrière
En 2022, il est nommé à titre d'entraîneur du développement des joueurs pour les Oil Kings d'Edmonton de la Ligue de hockey de l'Ouest.[réf. nécessaire]

## Carrière internationale
Il représente l'équipe de République tchèque au niveau international. Il a également participé aux sélections jeunes.

## Statistiques
Pour les significations des abréviations, voir Statistiques du hockey sur glace.

### En club
| Saison     | Équipe                 | Ligue          |     | Saison régulière | Saison régulière | Saison régulière | Saison régulière | Saison régulière |   | Séries éliminatoires | Séries éliminatoires | Séries éliminatoires | Séries éliminatoires | Séries éliminatoires |
| Saison     | Équipe                 | Ligue          | PJ  | B                | A                | Pts              | Pun              | PJ               | B | A                    | Pts                  | Pun                  |                      |                      |
| 2002-2003  | HC Bílí Tygři Liberec  | Extraliga tch. | 4   | 0                | 0                | 0                | 0                | -                | - | -                    | -                    | -                    |                      |                      |
| 2003-2004  | HC Bílí Tygři Liberec  | Extraliga tch. | 45  | 1                | 1                | 2                | 51               | -                | - | -                    | -                    | -                    |                      |                      |
| 2004-2005  | HC Bílí Tygři Liberec  | Extraliga tch. | 39  | 1                | 3                | 4                | 14               | 12               | 0 | 0                    | 0                    | 6                    |                      |                      |
| 2005-2006  | Pirates de Portland    | LAH            | 71  | 3                | 25               | 28               | 48               | 16               | 0 | 1                    | 1                    | 16                   |                      |                      |
| 2006-2007  | Oilers d'Edmonton      | LNH            | 77  | 3                | 7                | 10               | 37               | -                | - | -                    | -                    | -                    |                      |                      |
| 2007-2008  | Falcons de Springfield | LAH            | 8   | 1                | 4                | 5                | 15               | -                | - | -                    | -                    | -                    |                      |                      |
| 2007-2008  | Oilers d'Edmonton      | LNH            | 65  | 0                | 4                | 4                | 58               | -                | - | -                    | -                    | -                    |                      |                      |
| 2008-2009  | Oilers d'Edmonton      | LNH            | 60  | 0                | 11               | 11               | 57               | -                | - | -                    | -                    | -                    |                      |                      |
| 2009-2010  | Oilers d'Edmonton      | LNH            | 51  | 1                | 8                | 9                | 39               | -                | - | -                    | -                    | -                    |                      |                      |
| 2010-2011  | Oilers d'Edmonton      | LNH            | 78  | 0                | 10               | 10               | 85               | -                | - | -                    | -                    | -                    |                      |                      |
| 2011-2012  | Oilers d'Edmonton      | LNH            | 78  | 5                | 10               | 15               | 44               | -                | - | -                    | -                    | -                    |                      |                      |
| 2012-2013  | HC Bílí Tygři Liberec  | Extraliga tch. | 22  | 2                | 12               | 14               | 22               | -                | - | -                    | -                    | -                    |                      |                      |
| 2012-2013  | Oilers d'Edmonton      | LNH            | 48  | 1                | 3                | 4                | 55               | -                | - | -                    | -                    | -                    |                      |                      |
| 2013-2014  | Oilers d'Edmonton      | LNH            | 17  | 1                | 1                | 2                | 16               | -                | - | -                    | -                    | -                    |                      |                      |
| 2013-2014  | Flames de Calgary      | LNH            | 56  | 1                | 5                | 6                | 62               | -                | - | -                    | -                    | -                    |                      |                      |
| 2014-2015  | Flames de Calgary      | LNH            | 31  | 0                | 1                | 1                | 13               | -                | - | -                    | -                    | -                    |                      |                      |
| 2015-2016  | Flames de Calgary      | LNH            | 22  | 0                | 0                | 0                | 6                | -                | - | -                    | -                    | -                    |                      |                      |
| 2015-2016  | Heat de Stockton       | LAH            | 1   | 0                | 0                | 0                | 0                | -                | - | -                    | -                    | -                    |                      |                      |
| 2017-2018  | HC Bílí Tygři Liberec  | Extraliga tch. | 47  | 3                | 10               | 13               | 40               | 10               | 1 | 1                    | 2                    | 12                   |                      |                      |
| 2018-2019  | HC Bílí Tygři Liberec  | Extraliga tch. | 51  | 4                | 20               | 24               | 54               | 17               | 1 | 5                    | 6                    | 8                    |                      |                      |
| 2019-2020  | HC Bílí Tygři Liberec  | Extraliga tch. | 51  | 6                | 29               | 35               | 64               | -                | - | -                    | -                    | -                    |                      |                      |
| 2020-2021  | HC Bílí Tygři Liberec  | Extraliga tch. | 26  | 1                | 10               | 11               | 40               | -                | - | -                    | -                    | -                    |                      |                      |
| 2021-2022  | HC Bílí Tygři Liberec  | Extraliga tch. | 32  | 2                | 16               | 18               | 24               | 10               | 1 | 8                    | 9                    | 4                    |                      |                      |
| Totaux LNH | Totaux LNH             | Totaux LNH     | 583 | 12               | 60               | 72               | 472              | -                | - | -                    | -                    | -                    |                      |                      |